# Leia oblectabilis
Leia oblectabilis är en tvåvingeart som beskrevs av Friedrich Hermann Loew 1870. Leia oblectabilis ingår i släktet Leia och familjen svampmyggor. Inga underarter finns listade i Catalogue of Life.